# Leioproctus wilsoni
Leioproctus wilsoni är en biart som först beskrevs av Rayment 1930.  Leioproctus wilsoni ingår i släktet Leioproctus och familjen korttungebin. Inga underarter finns listade i Catalogue of Life.